# The Best of Kylie Minogue
The Best of Kylie Minogue er et opsamlingsalbum af den australske sangerinde Kylie Minogue. Det blev udgivet den 1. juni 2012 af pladeselskabet EMI for 25-årsdagen af Minogues musikkarriere. Albummet følger de tidligere store opsamlingsalbum Greatest Hits (1992) og Ultimate Kylie (2004). En specialudgave blev også udgivet og indeholdt en bonus-DVD med musikvideoer.

## Sporliste
| #   | Titel                             | Sangskriver(e) | Producer(e)                                         | Længde |
| --- | --------------------------------- | --- | --------------------------------------------------- | ------ |
| 1.  | "Can't Get You Out of My Head"    | Cathy Dennis, Rob Davis | Dennis, Davis                                       | 3:49   |
| 2.  | "Spinning Around"                 | Ira Shickman, Kara DioGuardi, Osborne Bingham, Paula Abdul                                                                   | Mike Spencer, Greg "Big G" Usek                     | 3:27   |
| 3.  | "I Should Be So Lucky"            | Mike Stock, Matt Aitken, Pete Waterman                                                                                       | Stock, Aitken, Waterman                             | 3:24   |
| 4.  | "Love at First Sight"             | Kylie Minogue, Richard Stannard, Julian Gallagher, Ash Howes, Martin Harrington                                              | Stannard, Gallagher                                 | 3:57   |
| 5.  | "In Your Eyes"                    | Minogue, Stannard, Gallagher, Howes                                                                                          | Stannard, Gallagher                                 | 3:18   |
| 6.  | "Kids" (feat. Robbie Williams)    | Williams, Guy Chambers | Chambers, Steve Power                               | 4:18   |
| 7.  | "Better the Devil You Know"       | Stock, Aitken, Waterman | Stock, Aitken, Waterman                             | 3:54   |
| 8.  | "All the Lovers"                  | Kish Mauve, Mima Stilwell | Eliot, Stuart Price                                 | 3:20   |
| 9.  | "Give Me Just a Little More Time" | Edythe Wayne, Ron Dunbar | Stock, Waterman                                     | 3:06   |
| 10. | "Celebration"                     | Ronald Bell, George Brown, Robert Bell, Robert Mickens, James Taylor, Dennis Thomas, Claydes Smith, Earl Toon, Eumir Deodato | Phil Harding, Ian Curnow, Stock, Waterman           | 3:58   |
| 11. | "Slow"                            | Minogue, Dan Carey, Emilíana Torrini                                                                                         | Torrini, Carey                                      | 3:13   |
| 12. | "Red Blooded Woman"               | Johnny Douglas, Karen Poole                                                                                                  | Douglas                                             | 4:22   |
| 13. | "I Believe in You"                | Minogue, Jake Shears, Babydaddy                                                                                              | Shears, Babydaddy                                   | 3:19   |
| 14. | "On a Night Like This"            | Steve Torch, Mark Taylor, Graham Stack, Brian Rawling                                                                        | Stack, Taylor                                       | 3:31   |
| 15. | "Confide in Me"                   | Steve Anderson, Dave Seaman, Edward Barton                                                                                   | Brothers in Rhythm                                  | 4:26   |
| 16. | "Get Outta My Way"                | Lucas Secon, Damon Sharpe, Peter Wallevik, Daniel Davidsen, Mich Hansen                                                      | Cutfather, Wallevik, Davidsen, Sharpe, Secon, Price | 3:39   |
| 17. | "The Loco-Motion" (7" Mix)        | Gerry Goffin, Carole King | Stock, Aitken, Waterman                             | 3:13   |
| 18. | "Tears on My Pillow"              | Sylvester Bradford, Al Lewis                                                                                                 | Stock, Aitken, Waterman                             | 2:30   |
| 19. | "Wow"                             | Minogue, Poole, Greg Kurstin                                                                                                 | Kurstin, Poole                                      | 3:12   |
| 20. | "In My Arms"                      | Minogue, Calvin Harris, Stannard, Paul Harris, Julian Peake                                                                  | C. Harris, Stannard                                 | 3:31   |
| 21. | "Never Too Late"                  | Stock, Aitken, Waterman | Stock, Aitken, Waterman                             | 3:22   |

## Hitlister
| Hitliste (2012)                  | Placering |
| -------------------------------- | --------- |
| Argentina (CAFIP)                | 2         |
| Belgien (Ultratop Flandern)      | 45        |
| Belgien (Ultratop Vallonien)     | 58        |
| Canada (Canadian Albums Chart)   | 66        |
| Tjekkiet (IFPI Czech Republic)   | 22        |
| Frankrig (SNEP)                  | 69        |
| Tyskland (Media Control Charts)  | 85        |
| Irland (Irish Albums Chart)      | 22        |
| Italien (FIMI)                   | 49        |
| Japan (Oricon)                   | 76        |
| Mexico (Top 100 Mexico)          | 44        |
| Skotland (Scottish Albums Chart) | 10        |
| Spanien (PROMUSICAE)             | 26        |
| Schweiz (Schweizer Hitparade)    | 63        |
| Storbritannien (UK Albums Chart) | 11        |
| USA (Dance/Electronic Albums)    | 13        |

## Udgivelsehistorie
| Land           | Dato          | Pladeselskab |
| -------------- | ------------- | ------------ |
| Tyskland       | 1. juni 2012  | EMI          |
| Australien     | 4. juli 2012  | EMI          |
| Frankrig       | 4. juli 2012  | EMI          |
| Storbritannien | 4. juli 2012  | EMI          |
| Italien        | 5. juni 2012  | EMI          |
| Japan          | 13. juni 2012 | EMI          |
| USA            | 19. juni 2012 | EMI          |